# Spyker C8 Spyder GT2-R
Chronologie des modèles (2005 - 2007)
Spyker C8 Double-12R Spyker C8 Laviolette GT2-R
La Spyker C8 Spyder GT2-R est une voiture de course du constructeur Spyker Cars homologuée pour courir dans la catégorie GT2 de l'Automobile Club de l'Ouest et de la Fédération internationale de l'automobile.

## Aspects techniques
La Spyker C8 Spyder GT2-R est dotée d'un moteur V8 Audi de 3,8 L de cylindrée.

## Historique
Elle entre pour la première fois en compétition à l'occasion des 12 Heures de Sebring 2005. La même année, elle participe aux 24 Heures du Mans.
En 2006, elle est engagée aux 24 Heures de Spa,.